# Hunkpapa

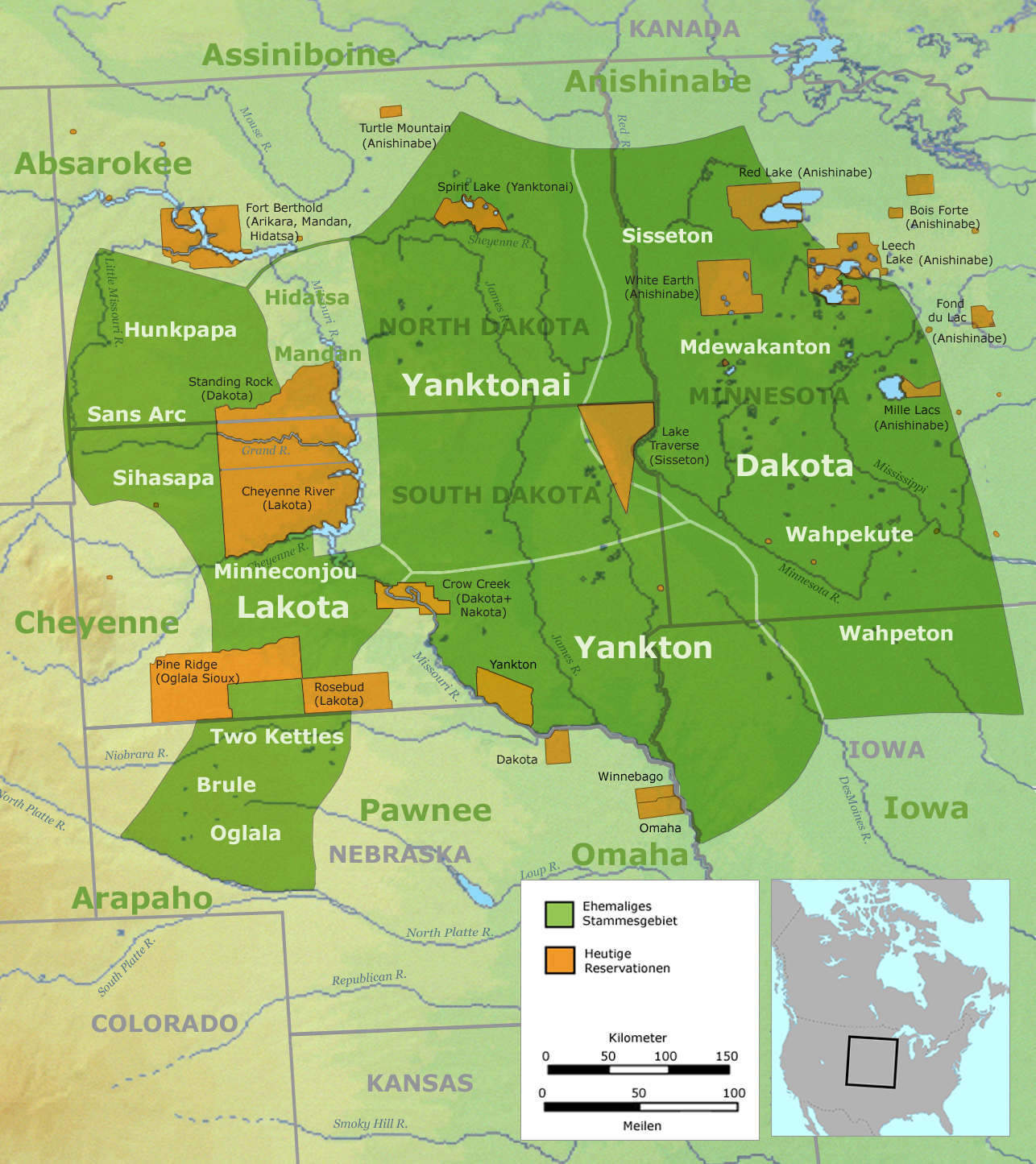
Zona donde habitaban los Hunkpapa. Vivían en los bosques de Minnesota y del norte de Iowa principalmente.

Los hunkpapa (lakota: Húŋkpapȟa) son un grupo de nativos americanos, uno de los siete fuegos del consejo de la tribu Lakota Sioux. El nombre Húŋkpapȟa es una palabra sioux que significa "Cabeza del Círculo". (Una vez, el nombre de la tribu era representado en los registros Europeo-Americano como Honkpapa.) Por tradición, los Húŋkpapȟa establecen sus refugios en la entrada al círculo del Gran Consejo cuando los sioux se reúnen en la convocatoria. Hablan Lakȟóta, uno de los tres dialectos de la lengua sioux.
Ellos pueden haberse formado como una tribu Lakota relativamente en poco tiempo, ya que la primera mención de los Hunkpapa en los registros históricos Europeo-Americanos corresponde a un tratado de 1825. El general del Ejército de Estados Unidos Warren estima su población en alrededor de 2.920 habitantes en 1855. Describió su territorio que va "desde el Gran Cheyenne hasta el Yellowstone., y al oeste con Black Hills. Dice que antes se casaban mucho con los Cheyenne". Señaló que los colonos atacaron a lo largo del río Platte. Además de la guerra, han sufrido pérdidas considerables debido al contacto con los europeos y al contraer enfermedades infecciosas eurasiáticas para las que no tenían inmunidad.
Durante la década de 1870, cuando los nativos americanos de las Grandes Llanuras estaban luchando contra los Estados Unidos, los Hunkpapa fueron dirigidos por Toro Sentado en la lucha, junto con los Oglala Lakota. Figuraron entre los últimos de las tribus para ir a las reservas. En 1891, la mayoría de los Hunkpapa Lakota, alrededor de 571 personas, residían en la Standing Rock Indian Reservation de Dakota del Norte y del Sur. Desde entonces no han sido contados por separado de los Lakota.

## Personas notables
- Tȟatȟáŋka Íyotake (Toro Sentado), jefe y líder de los Lakota en la lucha contra el Ejército de EE. UU. para permanecer fuera de las reservas a finales del siglo XIX.[2]